# Dryopteris futura
Dryopteris futura är en träjonväxtart som beskrevs av Alan Reid Smith. Dryopteris futura ingår i släktet Dryopteris och familjen Dryopteridaceae. Inga underarter finns listade.